# Il fantasma di Sodoma
Il fantasma di Sodoma è un film TV del 1988 diretto da Lucio Fulci.

## Trama
Verso la fine della Seconda Guerra Mondiale, dei soldati nazisti si barricano in una villa di campagna, dove si intrattengono con alcune donne in orge di ogni tipo finché un bombardamento aereo non li uccide tutti. 
 Anni dopo, sei giovani amici in viaggio (Paul, Celine, Marc, Jean, Annie e Marie) si perdono con l'auto, capitando proprio dove si trova la villa, rimasta misteriosamente intatta sia all'esterno che all'interno. Dopo aver deciso di passarvi la notte, però, i ragazzi iniziano ad essere testimoni di eventi inspiegabili: le linee telefoniche smettono subito di funzionare e Annie, mentre dorme, viene visitata da Willy, il fantasma d'un soldato nazista, che la seduce e la schiaffeggia, ferendola alla bocca. 
 Il giorno seguente, gli amici decidono di andarsene ma la loro auto, qualsiasi strada prendano, continua a girare intorno alla villa e ritorna sempre al punto di partenza. All'improvviso, le porte e le finestre della villa si barricano da sole, rendendo impossibile la fuga. 
 Nella disperazione generale, Marc s'ubriaca e, rimasto da solo al piano superiore della casa, sente da una stanza chiusa le voci dei soldati nazisti. Avvicinato da Willy, è costretto a giocare alla roulette russa con la sua pistola, ma riesce a salvarsi. Ormai allucinato, Marc fugge e inizia a sentire delle voci nella propria testa, finché non si rompe il collo cadendo da una scalinata dopo avere scambiato Paul per un nazista. 
 Marie, sconvolta dall'accaduto, si chiude nella propria camera, dove ha la visione d'un rapporto saffico tra Celine e Annie. 
 Paul cerca di reagire e cercare una via di fuga, ma viene sedotto da Annie: durante il rapporto, anche Paul ha una visione, e vede la pelle della ragazza staccarsi dal suo volto. Contemporaneamente, il cadavere di Marc si decompone a una velocità innaturale. 
 Il giorno seguente, però, le porte e le finestre della villa si riaprono: Jean trova in una stanza un proiettore e dei vecchi nastri su cui sono filmate le orge naziste. Dopo che i ragazzi li hanno visionati nel proiettore, la storia inizia a ripetersi: dei soldati irrompono nella stanza, ma proprio in quell'istante il filmato si interrompe con lo scoppio della bomba aerea e anche la villa salta in aria insieme ai ragazzi. 
 Dopo l'esplosione, tutti i giovani sono ancora vivi, mentre alle loro spalle giacciono i resti della villa: non è spiegato se gli eventi siano stati un'allucinazione collettiva o siano realmente accaduti e il film termina coi ragazzi che lasciano il posto a bordo della loro auto.

## Produzione

### Pre-produzione
Intorno alla seconda metà degli anni ottanta, per i film italiani era sempre più difficile ottenere una distribuzione cinematografica. Dato che il visto censura è obbligatorio solo per i film distribuiti in sala, alcune produzioni, tra cui Il fantasma di Sodoma, hanno risparmiato soldi uscendo direct-to-video. Il film faceva parte di una serie intitolata I maestri del thriller che era destinata alla televisione e all'home video. Il produttore Carlo Alberto Alfieri presentò il progetto a Luciano Martino, che lo respinse, e in seguito fece un accordo con la Scena International di Augusto Caminito. La società di quest'ultimo contattò quindi Distribuzione Alpha Cinematografica e Cine Duck e vendette i diritti televisivi della serie a Reteitalia.
Il direttore della fotografia Silvano Tessicini coinvolse nel progetto il regista Lucio Fulci. Questi era appena tornato dalle Filippine, dove aveva girato Zombi 3, ed era malato. Tessicini inizialmente suggerì a Fulci di far parte della produzione come supervisore, ma il regista finì per dirigere due lungometraggi: Quando Alice ruppe lo specchio e Il fantasma di Sodoma. Uno dei registi aveva originariamente abbandonato la serie, il che portò Fulci a dirigere Il fantasma di Sodoma sulla base di una sceneggiatura scritta da lui stesso e Carlo Alberto Alfieri anni prima.

### Riprese
Le riprese sono iniziate il 30 maggio 1988 e durate quattro settimane. Il film è stato girato presso Roma e Vides Studios. Fulci in seguito parlò negativamente di entrambi i film affermando che il numero di inquadrature era tale da ottenere il minutaggio minimo delle pellicole complete. Fulci ebbe anche litigi con i produttori sul set, mentre questi erano insoddisfatti del regista poiché costantemente in ritardo. L'attrice Teresa Razzaudi ebbe inoltre una discussione con Fulci poiché si rifiutava di recitare scene di nudo  e saffiche . Ciò costrinse la produzione a utilizzare una controfigura nelle sequenze in cui il suo personaggio veniva sedotto da un fantasma nazista.
Anni dopo Fulci si riferì a Il fantasma di Sodoma come il suo peggiore film e dichiarò di avere abbandonato il set lasciando a Mario Bianchi il compito di terminare il lavoro. Questi ammise di essere stato invitato da Fulci a girare alcune scene di collegamento, descrivendole come non "metà del film, ma quasi". Michele De Angeles in seguito dichiarò che Bianchi rimase sul set solo per pochi giorni e non poteva girare così tanto materiale.

## Distribuzione
Come gli altri film del ciclo, a causa dell'elevato tasso splatter, Il fantasma di Sodoma fu trasmesso solo nel 1991 da emittenti locali, per poi uscire direttamente in videocassetta l'anno seguente.
In Italia è stato distribuito dalla Avo Film in VHS e in DVD nel 2003 col titolo Sodoma's Ghost solo con audio italiano Dolby Digital 1.0. Negli USA viene distribuito nel 2007 dalla Televista e con solo audio inglese. In tutte le versioni VHS e DVD viene citato sopra alla copertina Lucio Fulci escludendo il regista Mario Bianchi.